# Культурологическая концепция Ницше
«Культурологическая концепция Ф. Ницше» — философско-культурологическая концепция немецкого философа Фридриха Ницше (1844—1900), которая основывается на экзистенциализме в философии. В центре концепции стоит понятие «жизни», основой которой является воля. Согласно Ницше, воля находит свое выражение исключительно в искусстве и не может быть отображена через науку или разум.

## Содержание концепции
В центре культурологической концепции Ф. Ницше располагаются два взаимосвязанных понятия — «жизнь» и «воля». При этом, воля является производным по отношению к жизни понятием. И жизнь, и воля проходят через эстетизацию — процесс создания привлекательной и красивой формы и идеализации. Фактически, данный постулат отражает стремление придать повседневным образам более красивой и более эстетической формы — приукрасить рутинные черты повседневности ради достижения их преобразования в предметы искусства.
Наука и разум, с точки зрения Ницше, неспособны выразить волю — это доступно только синтетической форме жизнедеятельности — искусству. Искусство выступает дополнением бытия и, в то же время, его завершением.
Искусство базируется на двух началах:
- Аполлоническое — упорядоченное, рациональное, критическое.
- Дионисическое — чувственное, нерациональное, неразумное, вакхическое.

Такое разграничение базируется на мифологическом различии двух греческих богов. Если Аполлон, сын Зевса, являлся олицетворением Неба и Света и восходил к солнечному началу и божественному откровению:
«Аполлон как бог всех сил, творящих образами, есть в то же время и бог, вещающий истину, возвещающий грядущее», то Дионисий, бог земледелия, плодородия и виноделия, представляется земной противоположностью Аполлону. Дионисию присуще все мирское, земное — безудержное веселье, торжество человеческой природы.
«Под чарами Диониса не только вновь смыкается союз человека с человеком: сама отчуждённая, враждебная или порабощенная природа снова празднует праздник примирения со своим блудным сыном — человеком».
Иными словами, Аполлон является образом упорядоченности и спокойствия, внутренней самодостаточности, закрытости и индивидуализма. Дионисий же представляет собой хаотическое буйство, несдержанность, неуправляемость — безграничный экстаз, которого человек достигает, когда нарушается индивидуализм. В совокупности они создают небесное и земное начала и выполняют одну общую миссию: они подталкивают людей к творческой деятельности, к созиданию в больших масштабах.

В таком сочетании бытия и творчества природа рассматривается при исключении человека, выступающего посредником. Человек проводит в жизнь силы природы, являясь не более, чем подражателем:
«Каждый художник является только подражателем и притом либо аполлоническим художником сна, либо дионисическим художником опьянения, либо, наконец, одновременно художником и опьянения и сна».
При подчинении Дионисия Аполлону появляется трагедия, проявляющаяся не только в творчестве, но и во всей жизни человека. Фактически, безудержное, нерациональное человеческое начало оказывается под прессом структурированного и точного аполлонического начала. Ницше полагает, что именно греческий трагизм, рождённый путем сочетания и противостояния аполлонического и дионисического течений, лег в основу культурного процветания Древней Греции.
В дальнейшем, в ходе Просвещения в искусстве и культуре рациональное аполлоническое начало стало превалировать, в результате чего начался всеобщий культурный упадок. Возврат к культурным достижениям, по мнению Ницше, допустим только в том случае, если сочетание обоих начал, ведущее к трагизму, вновь возобладает в искусстве.
В дальнейшем Ницше развивал свою культурологическую концепцию, укрепляя её прикладное значение. Он сконцентрировался на роли элиты в культурном развитии, заявляя, что общественная элита должна занимать особое положение в культурной жизни. Она, по мнению Ницше, имеет наибольшую способность к эмпатии, сопереживанию, острую восприимчивость к чувствам и страданиям.

Со временем Ницше раскрывает социально-нравственный аспект своей концепции. Согласно его идеям, «жизнь» является движением воли к власти, «человек» — носителем этой воли, а «культура» — инструментом к достижению этой власти. В процессе культурного человека носитель воли переходит в новое состояние — «сверхчеловек». Говоря о сверхчеловеке, Ницше приводит в пример наследственные аристократические классы, имеющих тенденцию к господству от рождения. Такие люди, по мнению Ницше, обладали действительным вкусом к жизни, в связи с чем представляли собой идеал, к которому каждый должен стремиться. Фактически, в концепции Ницше происходит тождество сверхчеловека и Создателя, что позволяет говорить о концепции Ницше как об атеистической.
«Воды религии отливают и оставляют за собою болота или топи; нации снова разделяются, враждуют между собой и жаждут растерзать друг друга. Науки раздробляют и подтачивают всякую твердую веру; образованные классы и государства захвачены потоком грандиозного и презренного денежного хозяйства. Никогда мир не был в такой степени миром, никогда он не был беднее любовью и благостью».

«Бог умер, мы его убили, а на его место должны прийти сверхлюди».

## Сторонники и критики культурологической концепции Ф. Ницше
Культурологическая концепция Ницше вызвала неоднозначную реакцию среди исследователей. Безусловно, идеи Ницше переоценивали существующие ценности, реформировали мораль и культуру, предлагали новый взгляд на мировое культурное развитие. К последователям его концепции необходимо отнести В. Преображенского, Г. Гальвица, Э. Гримма, X. Каатца, А. Лихтенберже, А. Риля, О. Ричля, Евг. Шмидта, Р. Штайнера, Т. Циглера.
К критикам концепции Ницше можно отнести У. Вилламовица-Меллендорфа, Г. Тюрка, М. Нордау, Л. Лопатина, Н. Грота и П. Астафьева. Например, Вилламовиц-Меллендорф критиковал подход Ницше к изучению древнегреческой культуры как основы для своей культурологической концепции. По мнению критика, Ницше не учитывает в своей концепции параллельного развития философии жизни и культурологии, что приводит к ошибочным умозаключениям.